# Syspasis
Syspasis is een geslacht van insecten uit de orde vliesvleugeligen (Hymenoptera) en de familie Ichneumonidae.

## Soorten
- S. albiguttata (Gravenhorst, 1820)
- S. carinator (Fabricius, 1798)
- S. eburnifrons (Wesmael, 1857)
- S. haesitator (Wesmael, 1845)
- S. helleri (Holmgren, 1878)
- S. leucolomia (Gravenhorst, 1829)
- S. lineator (Fabricius, 1781)
- S. maruyamensis (Uchida, 1930)
- S. mirigemina Heinrich, 1968
- S. optica (Gravenhorst, 1829)
- S. pumilio Heinrich, 1968
- S. rufina (Gravenhorst, 1820)
- S. scutellator (Gravenhorst, 1829)
- S. simulosa (Thomson, 1886)
- S. striata Heinrich, 1968
- S. tauma (Heinrich, 1951)